# Monastère Saint-Grégoire-de-Pelchma
Le monastère Saint-Grégoire-de-Pelchma (ou monastère Lopotov de la Mère de Dieu, ou encore monastère Pelchemski) (Григориево-Пельшемский Лопотов Богородицкий монастырь) est un ancien monastère masculin de l'Église orthodoxe russe situé dans les environs de la ville de Kadnikov au bord de la rivière Pelchma (affluent de la rivière Soukhona), dans l'oblast de Vologda. Il n'est plus qu'à l'état de ruines aujourd'hui.

## Histoire
Ce monastère a été fondé par saint Grégoire de Pelchma (issu de la famille des boyards Lopotov) qui s'était rendu en 1426 sur les rives de la Pelchma pour y construire une celle après avoir érigé une croix. L'endroit est entouré de marécages. Un prêtre du nom d'Alexis le rejoint. Il prononce ses vœux monastiques sous le nom d'Alexandre (il deviendra le deuxième higoumène du monastère fondé par saint Grégoire). La fondation est bénie par l'évêque de Rostov, Éphrem. Une église est construite sous le patronage de la Synaxe de la Mère de Dieu; plus tard, une autre sous le vocable de saint Grégoire de Pelchma. Saint Grégoire est fêté le 30 septembre dans le calendrier julien.
Après sa mort, Grégoire a été enterré dans le monastère qu'il avait fondé. Ses reliques ont été cachées, sous le sanctuaire, avec son cilice constitué d'une chemise à anneaux de fer. L'église de la Mère-de-Dieu est reconstruite en 1718 en pierre. Le monastère est dirigé par des archimandrites après 1764. Il n'y a à l'époque que quatre moines et un supérieur. Entre 1831 et  1833, il fut dirigé par saint Ignace (Briantchaninov) qui fait reconstruire en pierre l'église Saint-Grégoire. Le nouveau bâtiment abritant les cellules des moines est construit en 1859 au nord de l'église de la Mère-de-Dieu, réaménagée entre 1862 et 1879. Le monastère est entouré de remparts avec quatre tours. Une hôtellerie, des bains pour les pèlerins se trouvent en dehors de la clôture. Deux chapelles sont construites en 1862, dont l'une au bord de la Soukhona. Une icône est particulièrement vénérée, celle de la décollation de saint Jean-Baptiste. Une ancienne icône de saint Grégoire donnait lieu à une procession l'été dans la ville de Kadnikov avant la révolution. Le monastère tenait une petite infirmerie de cinq personnes. Il y avait six moines en 1914. Au 1er juillet 1918, y demeuraient le hiéromoine Païssi faisant office de supérieur, trois hiéromoines, deux hiérodiacres, trois moines, un novice et six postulants, ainsi que onze employés.
Le monastère devient une ferme collective en 1920, les bâtiments monastiques étant encore à la disposition de la communauté des fidèles ; mais le monastère est définitivement fermé par les autorités soviétiques en 1926. Il se trouve aujourd'hui à l'état de ruines.